# Життя спочатку (фільм)
«Життя спочатку» (англ. Revolutionary Road, «Вулиця революції») — британсько-американська кінодрама Сема Мендеса 2008 року. У головних ролях знялися Леонардо Ді Капріо та Кейт Вінслет. Події фільму відбуваються в США у 1950-х роках. Сюжет кінофільму базується на однойменній книзі американського письменника Річарда Єйца.
«Вулиця революції» — назва вулиці, на якій мешкають головні герої кінофільму, й метафора життєвих бар'єрів, що вони долають водночас.
Уперше фільм було показано 15 грудня 2008 року в Лос-Анжелесі (Каліфорнія, США).

## Сюжет
Френк і Ейпріл Вілери живуть у Коннектикуті, мають двох дітей — сина Майкла й доньку Дженніфер. Френк працює на роботі, яку вважає нецікавою, проте йому потрібні гроші, щоб утримувати родину. Ейпріл мріяла стати акторкою, але змушена була перебратися до провінції через першу вагітність. Френк під час війни був у Парижі. Він розповідав дружині, що там життя вирує, на відміну від Коннектикуту.
Після аматорської театральної вистави, у якій грала Ейпріл, пара посварилася. На роботі Френк завів коханку. У цей час Ейпріл вирішила змінити їхнє життя: вона запропонувала чоловікові продати будинок і переїхати до Франції. Вона працюватиме секретаркою в міжнародній установі, а він тим часом зможе зрозуміти, чим хоче насправді займатися в житті.
З цього моменту стосунки в родині змінюються: вони щасливо повідомляють сусідам, що втілюватимуть свою мрію в Європі. Цією новиною вони діляться і з родиною Гівенгзів, син яких, Говард — викладач математики, що втратив свої здібності через лікування від психічних відхилень. Він як ніхто інший розуміє Вілерів, підтримує їхні пошуки щастя.
Через кілька тижнів Ейпріл переконується, що завагітніла втретє. Вона хоче зробити аборт до 12 тижнів строку вагітності. Френк цього не схвалює. Він пропонує відмовитися від переїзду до Парижа. Чоловікові пропонують високооплачувану роботу, завдяки чому вони зможуть купити більший будинок для трьох своїх дітей. Ейпріл уважає, що не кохає більше свого чоловіка, тому зраджує його із сусідом, який закоханий у неї.
Під час зустрічі з Гівенгзами Говард звинувачує Вілерів у тому, що вони відмовилися від мрії. За таку нахабність Френк виганяє їх зі свого будинку. Відбувається гучна сварка між подружжям.
Уранці Ейпріл, наче нічого не трапилося, готує сніданок для Френка. Чоловік розповідає їй про свою нову роботу. Він йде, а Ейпріл власноруч робить собі аборт. Після цього в неї починається кровотеча. Френка викликають до лікарні, де він дізнається, що його дружина померла.
У фінальній сцені колишні сусіди Вілерів розповідають про їхню трагедію новим мешканцям їхнього будинку.

## У головних ролях
- Леонардо ДіКапріо — Френк Вілер
- Кейт Вінслет — Ейпріл Вілер, дружина Френка
- Кеті Бейтс — Гелен Гівінгз, продала Френкові й Ейпріл будинок
- Річард Істон — Джон Гівінгз, глухуватий чоловік Гелен
- Майкл Шеннон — Говард Гівінгз, психічно хворий син Гелен і Джона
- Ділан Бейкер — Джек Ордвей — колега Френка
- Зої Казан — Морін Грубе, секретарка
- Девід Гарбор — Шеп Кемпбел, сусід Вілерів
- Кетрін Ган — Міллі Кемпбел, дружина Шепа
- Джей О. Сендерс — Барт Поллок, власник компанії
- Тай Сімпкінс — Майкл Вілер
- Раян Сімпкінс — Дженніфер Вілер

## Кінокритика та нагороди
Фільм отримав схвальні відгуки від кінокритиків. На сайті Rotten Tomatoes рейтинг його становить 68 % (134 схвальних відгуків і 62 несхвальних). На сайті Metacritic оцінка фільму — 69.

### Номінації
- Оскар — три номінації: найкращий другорядний актор (Майкл Шеннон за роль Говарда); найкращий дизайн костюмів (Альберт Волскі); найкращий артдиректор[5].
- БАФТА — найкраща жіноча роль (Кейт Вінслет); найкращий дизайн костюмів (Альберт Волскі); найкращий дизайн; найкращий сценарій.
- Премія гільдії костюмерів — Альберт Волскі.
- Золотий глобус — найкраща кінодрама; найкращий актор (Леонардо ДіКапріо); найкращий режисер (Сем Мендес).
- Супутник (Satellite Award) — найкращий фільм; найкращий актор (Леонардо ДіКапріо); найкращий сценарій

### Нагороди
- Золотий глобус — найкраща акторка (Кейт Вінслет).
- Супутник — найкращий другорядний актор (Майкл Шеннон); «Життя спочатку» увійшов до 10-ки найкращих фільмів 2008 року[6].